# Neil Tolkin
Neil Tolkin (Montreal) is een Canadees scenarioschrijver, producent en regisseur uit . Zijn schrijversdebuut was in 1988 met de film License to Drive. Hierna volgde enkele andere films, waaronder Ri¢hie Ri¢h en Jury Duty.

## Filmografie

### Scenarioschrijver
- The Dance (2010) (aangekondigd)
- Blue Blood (2008)
- The Emperor's Club (2002)
- Sticks & Stones (1996)
- Jury Duty (1995)
- Ri¢hie Ri¢h (1994)
- License to Drive (1988)

### Producent
- Blue Blood (2008) (TV)

### Regisseur
- Sticks & Stones (1996)